# De Hel van Twente
De Hel van Twente (deutsch: Die Hölle von Twente) ist eine niederländische Tourenfahrt, die seit 1988 jährlich im Mai ausgetragen wird. Start und Ziel liegen im niederländischen Almelo, Veranstalter ist der dort ansässige Radsportklub De Ruiten Drie.
Es werden verschiedene Strecken und Längen angeboten, die zwischen 100 und 250 km liegen können.
Eine Besonderheit dieser Veranstaltung ist, dass hierzu vornehmlich Mannschaften von Justizvollzugs- und Polizei-Sportvereinen aus ganz Europa eingeladen werden. Im Jahr vor der ersten Austragung fanden die ersten World Police and Fire Games statt, und man hatte die Idee, ein Pendant hierzu im Radsport zu etablieren, was auch gelang. Dennoch ist die „Hel“ kein Einladungsrennen oder auf einen bestimmten Teilnehmerkreis beschränkt. Neben dem vorgenannten Personenkreis nehmen auch Radsportklubs und Amateure teil. Im Jahre 2006 nahmen 1.542 Radsportler teil.
Der Name rührt daher, dass in der eigentlich flachen Landschaft von Twente ein oft stetiger und kräftiger Wind weht, der den Fahrern dann das Fahren zur Hölle macht.
De Hel van Twente wurde in das Brevet des Cyclistes aufgenommen, eine Serie anspruchsvoller Tourenfahrten, deren Pendant in Deutschland der BDR-Super-Cup ist. Die NTFU hat die Hel van Twente mit zwei Sternen kategorisiert.